# Добров, Фёдор Андреевич
Фёдор Андре́евич Добро́в (1949, с. Парканы, Слободзейский район, Молдавская ССР, СССР — 2009) — государственный, политический и общественный деятель, один из основателей Приднестровской Молдавской Республики. Депутат Верховного совета Приднестровской Молдавской Республики I—II созывов с 1990 по 2000. Председатель Бендерского городского Совета народных депутатов с апреля 1995 по февраль 2002.

## Биография
Родился в 1949 в болгарском селе Парканы Слободзейского района Молдавской ССР. По национальности — болгарин. Инвалид ДЦП с детства.

### Образование
В 1974 окончил Одесский технологический институт пищевой промышленности имени М. В. Ломоносова по специальности инженер-экономист.

### Трудовая деятельность
После окончания института в 1974 был направлен в город Миргород Украинской ССР, где работал начальником цеха по производству минеральных вод. Затем работал заместителем начальника отдела Полтавского облисполкома.
С 1982 работал заместителем начальника производственного отдела завода «Прибор» в городе Бендеры.

### Деятельность в 1990—1994 годах
С августа 1989 по 2000 — председатель Объединённого Совета трудовых коллективов города Бендеры (Забастовочного комитета).
В ходе противостояния стремлению Молдовы к независимости, 11 августа 1989 в Тирасполе был создан Объединённый Совет трудовых коллективов (ОСТК), в а городе Бендеры — Рабочий комитет, ставший с 16 августа Забастовочным комитетом во главе с Фёдором Добровым и Александром Ефановым.
Забастовщики выступили против законопроектов Верховного Совета Молдавской ССР, которые, по утверждению создателей и лидеров рабочего комитета, могли привести к дискриминации по национальному признаку при осуществлении права на труд. Объединение ОСТК Тирасполя, Рабочего комитета Бендер, ОСТК других городов и посёлков Приднестровского региона стало называться Объединённым Рабочим забастовочным комитетом (ОРЗК).
ОРЗК начал проведение забастовок на предприятиях Приднестровского региона. Несмотря на забастовки, 31 августа 1989 Верховный Совет Молдавской ССР придал молдавскому языку статус государственного, что привело к новым забастовкам.
С 1990 по 2000 — депутат Верховного совета Приднестровской Молдавской Республики. С началом вооружённого конфликта Рабочий комитет переходит в подчинение Бендерского городского Совета народных депутатов (председатель Гимн Пологов) и Бендерского горисполкома Совета народных депутатов (председатель Вячеслав Когут — заместитель председателя Бендерского горсовета). С началом осады горисполкома войсками Молдавии, Объединённый Совет трудовых коллективов начинает вооружённую борьбу за освобождение города Бендеры самостоятельно, создавая добровольческие батальоны народного ополчения.
В ходе приднестровской войны были созданы два добровольческих рабочих батальона народного ополчения во главе с Добровым. К ним присоединился после авиабомбёжек села Парканы батальон парканских добровольцев.
С 1993 по 1995 Добров был председателем Комиссии Верховного Совета Приднестровской Молдавской Республики по межнациональным отношениям, развитию языка и культуры.

### Деятельность в 1995—2009 годах
В апреле 1995 Добров избирается председателем Бендерского городского Совета народных депутатов.
Дважды возглавлял предвыборные штабы кандидатов в президенты Приднестровской Молдавской Республики:
- действовавшего президента Игоря Смирнова в 1996;
- главы государственной администрации города Бендеры Тома Зеновича в 2001.

В конце 2001 выступил с резкой критикой действовавшего президента Игоря Смирнова, обвиняя его в сдаче города Бендеры 19 июня 1992 и в политических репрессиях против оппонентов, за что был снят с должности председателя Бендерского горсовета на внеочередной сессии Бендерского городского совета в феврале 2002.
Умер после тяжёлой и продолжительной болезни 11 декабря 2009. Похоронен на аллее Славы Борисовского кладбища в городе Бендеры.

## Награды
Внёс большой личный вклад в создание, организацию и развитие Приднестровской Молдавской Республики и в оборону города Бендеры в 1992. Награждён многими орденами и медалями: 
- Орден Республики
- Орден «За личное мужество»
- Медаль «Защитнику Приднестровья»
- Медаль «Участнику миротворческой операции в Приднестровье»

## Память
В декабре 2010 на здании Бендерского городского совета народных депутатов, на первом этаже которого располагался Рабочий комитет города Бендеры, а ныне находится музей ОСТК, была установлена мемориальная табличка с барельефом Фёдора Андреевича Доброва.